# John Hosking

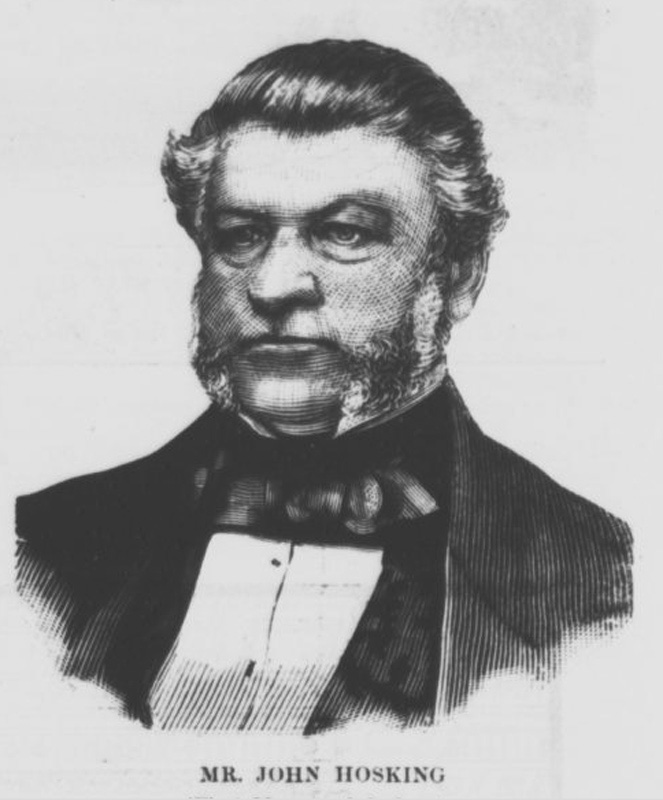
John Hosking

John Hosking (* 17. April 1805 in London oder South Brent, Devon; † 9. September 1882 in Penrith City, New South Wales) war ein britischer Kolonist, Händler, Großgrundbesitzer und Politiker.

## Werdegang
John Hosking, dritter Sohn von Ann Elizabeth Mann und John Hosking senior, Master an einer methodistischen Ganztagsschule, wurde 1805 während der Regierungszeit von Georg III. in London oder South Brent, Devon geboren. John Hosking senior nahm eine Einladung von Reverend Samuel Marsden nach New South Wales zu kommen an, um dort die Leitung der Orphan School zu übernehmen. Die Familie Hosking kam am 29. Januar 1809 in Sydney an. Marsden sicherte dort John Hosking senior in der Folgezeit eine offizielle Ernennung. Während ihres Aufenthalts in der britischen Kolonie nahm die Familie eine aktive Rolle in der methodistischen Gemeinde und der New South Wales Society for Promoting Christian Knowledge and Benevolence ein, welche 1818 zu Benevolent Society reorganisiert wurde. Im Juli 1819 kehrte die Familie mit ihren sechs Kindern am Bord der Surry nach England zurück, möglicherweise wegen eines Streites mit Marsden. Nach seiner Rückkehr nach London führte John Hosking senior seine Geschäftsaktivitäten weiter, welche er in der Kolonie begann. Er verstarb am 13. September 1850 im Alter von 76 Jahren in Truro (Cornwall).
Zwei von Hoskings Söhnen kehrten in die Kolonie zurück. John Hosking junior erreichte sie am Bord der Sir George Osborne im Dezember 1825 und war in Sydney als Händler tätig. Im Juni 1825 hat er bereits eine Landschenkung erhalten. Am 16. Juni 1829 heiratete er Martha Foxlowe, Tochter von Samuel Terry. Das Paar bekam drei Töchter. Sein Bruder Peter Mann Hosking, ein Chirurg, kam im Februar 1831 am Bord der Sovereign in der Kolonie an und wurde zum Dispenser und Visiting Surgeon am Sydney Dispensary ernannt. Am 3. Oktober 1832 heiratete er Eliza, Tochter von Reuben Uther. Das Paar bekam drei Söhne und zwei Töchter. Peter Mann Hosking verstarb am 16. Dezember 1858 in Liverpool.
John Hosking junior unterhielt zuerst Läden in der Pitt Street und später am Albion Wharf an der Sussex Street. Sein Vater war Agent bei Eagar & Forbes in London. John Hosking junior wurde Partner von John Terry Hughes. Das Unternehmen von Hughes & Hosking wuchs in der Folgezeit schnell. Hosking erwarb beträchtlichen Besitz in Sydney und große Landbetriebe, einschließlich des Macquarie-Fields-Anwesens, der Gilimatong Station im Monaro District und des Foxlowe-Anwesens am Molonglo River. Er war Mitglied der Southern Cattle Association und hielt sowohl Anteile an der Bank of New South Wales als auch an der Sydney Banking Company, von welcher er 1841 Direktor war. Wie sein Vater schon, nahm Hosking eine aktive Rolle in der Methodistischen Kirche ein und war am Sydney College beteiligt.
Im November 1842 kandidierte er bei den ersten Kommunalwahlen in Sydney und wurde zum Stadtrat für Bourke Ward gewählt. Als sich der Stadtrat traf, wurde er zum Alderman gewählt und zum ersten Bürgermeister von Sydney. Im Dezember 1842 wurde er zum Magistraten ernannt. Das Ende seiner Amtszeit traf mit der Depression von 1843 zusammen, als Hughes & Hosking insolvent ging und mit ihnen die Bank of Australia, welcher sie mehr als 155.000 Pfund Sterling schuldeten. In der Folgezeit war Hosking gezwungen sich aus der Gesellschaft zurückzuziehen und Teile seines Besitzes zu veräußern. Seine Ehefrau Martha verstarb am 30. Juni 1877 in dem Stadtteil Mount Pleasant von Penrith City.